# P̕
P̕ (p̕ en minuscule), appelé P virgule sucrite à droite, est une lettre latine utilisée dans les romanisations ISO 9985 et DIN 32706 de l’alphabet arménien et dans les romanisations ISO 9984 et DIN 32707 de l’alphabet géorgien.

## Utilisation
Le P virgule suscrite à droite ‹ p̕ › est utilisé dans les romanisations ISO 9985 et DIN 32706 de l’alphabet arménien pour translittérer le p’iur ‹ փ ›.
Le P virgule suscrite à droite ‹ p̕ › est utilisé dans les romanisations ISO 9984 et DIN 32707 de l’alphabet géorgien pour translittérer le phar ‹ ფ ›.

## Représentations informatiques
Le P virgule suscrite à droite peut être représenté avec les caractères Unicode suivants : 
- décomposé (latin de base, diacritiques) :

| formes    | représentations | chaînes de caractères | points de code | descriptions                                           |
| --------- | --------------- | --------------------- | -------------- | ------------------------------------------------------ |
| capitale  | P̕               | P◌̕                    | U+0050 U+0315  | lettre majuscule latine p diacritique virgule à droite |
| minuscule | p̕               | p◌̕                    | U+0070 U+0315  | lettre minuscule latine p diacritique virgule à droite |

## Sources
- BNF, « Translittération de l’arménien », sur BNF Kitcat, 14 janvier 2010 (consulté le 22 décembre 2020)
- BNF, « Translittération du géorgien », sur BNF Kitcat, 11 janvier 2010 (consulté le 22 décembre 2020)